# Arachnodes saprinoides
Arachnodes saprinoides är en skalbaggsart som beskrevs av Leon Fairmaire 1889. Arachnodes saprinoides ingår i släktet Arachnodes och familjen bladhorningar. Inga underarter finns listade.